# Xyloperthodes discicollis
Xyloperthodes discicollis är en skalbaggsart som först beskrevs av Leon Fairmaire 1893.  Xyloperthodes discicollis ingår i släktet Xyloperthodes och familjen kapuschongbaggar. Inga underarter finns listade i Catalogue of Life.